# Lâu đài Falkenštejn
Lâu đài Falkenštejn (tiếng Séc: Hrad Falkenštejn hay Sokolí, tiếng Đức: Felsenburg Falkenštejn) là một lâu đài đá (hiện nay còn lại tàn tích) ở gần làng Jetřichovice, huyện Děčín, vùng Ústí nad Labem, Cộng hòa Séc. Công trình này có tên trong danh sách các di tích văn hóa của Cộng hòa Séc.

## Lịch sử
Theo các nghiên cứu khảo cổ, lâu đài Falkenštejn có niên đại từ thế kỷ 13. Tuy nhiên, mãi đến năm 1395, lâu đài này mới được đề cập qua các văn bản lịch sử. Lâu đài từng thuộc về nhiều chủ sở hữu khác nhau, chẳng hạn các thành viên gia đình Berka ở Dubá (từ năm 1406) và gia đình Vartenberk (từ năm 1428). Sau khi cuộc chiến tranh Hussite kết thúc, lâu đài bị bỏ hoang. Lâu đài Falkenštejn chỉ còn sót lại những tàn tích (chủ yếu là các căn phòng đá bị bỏ hoang) được đề cập lần cuối trong các văn bản lịch sử năm 1457 và 1460.
Từ thế kỷ 19, lâu đài Falkenštejn bắt đầu trở thành địa điểm tham quan của khách du lịch. Theo các ghi chép lịch sử vào năm 1863, các sự kiện văn hóa và hoạt động bán đồ lưu niệm thường xuyên diễn ra tại khu vực tàn tích của lâu đài.
Vào mùa thu năm 2017, một cầu thang bằng lưới kim loại được xây dựng thêm vào khu tàn tích để bảo vệ các lối đi bằng đá khỏi bị xói mòn.